# Ескопете
Ескопете (ісп. Escopete) — муніципалітет в Іспанії, у складі автономної спільноти Кастилія-Ла-Манча, у провінції Гвадалахара. Населення — 76 осіб (2010).
Муніципалітет розташований на відстані близько 60 км на схід від Мадрида, 27 км на південний схід від Гвадалахари.
На території муніципалітету розташовані такі населені пункти: (дані про населення за 2010 рік)
- Ескопете: 67 осіб
- Монтеумбрія: 9 осіб

## Демографія
Динаміка населення (INE ):

## Галерея зображень

Розташування муніципалітету у провінції Гвадалахара